# NGC 7390
NGC 7390 (również PGC 69837) – galaktyka soczewkowata (S0), znajdująca się w gwiazdozbiorze Pegaza. Odkrył ją 27 listopada 1850 roku Bindon Stoney – asystent Williama Parsonsa.